# الشرزة (أرحب)

تعديل مصدري - تعديل

الشرزة هي إحدى قرى عزلة المنصور بمديرية أرحب التابعة لمحافظة صنعاء، بلغ تعداد سكانها 695 نسمة حسب تعداد اليمن لعام 2004.